# Zofiówka (powiat moniecki)
Zofiówka – wieś w Polsce położona w województwie podlaskim, w powiecie monieckim, w gminie Knyszyn.
W latach 1975–1998 miejscowość należała administracyjnie do województwa białostockiego.
Wierni kościoła rzymskokatolickiego należą do parafii św. Jana Apostoła i Ewangelisty w Knyszynie.

## linki zewnętrzne
- Zofiówka 1(1), [w:] Słownik geograficzny Królestwa Polskiego, t. XIV: Worowo – Żyżyn, Warszawa 1895, s. 657.